# Авінтеш
Авінтеш (порт. Avintes) — населений пункт та район в Португалії, входить в округ Порту. Є складовою частиною муніципалітету Віла-Нова-де-Гая. Перебуває в складі великої міської агломерації Великий Порту. За старим адміністративним поділом входив в провінцію Доуру-Літорал. Входить в економіко-статистичний субрегіон Великий Порту, який входить в Північний регіон. Населення становить 11 523 людини на 2001 рік. Займає площу 9,38 км².